# Tigidia bastardi
Tigidia bastardi är en spindelart som först beskrevs av Simon 1902.  Tigidia bastardi ingår i släktet Tigidia och familjen Barychelidae.
Artens utbredningsområde är Madagaskar. Inga underarter finns listade i Catalogue of Life.